# Lamunin
Lamunin (malaiisch Mukim Lamunin) ist ein Mukim (Subdistrikt) des Daerah Tutong in Brunei. Er hat 4.298 Einwohner (Stand: Zensus 2016). Der Mukim untersteht einem Penghulu. Amtsinhaber ist derzeit Tujoh Talip.

## Geographie
Der Mukim liegt östlich-zentral im Distrikt Tutong und grenzt an Kiudang im Norden, Rambai im Süden und Südwesten, Ukong im Westen und Tanjong Maya im Nordwesten, sowie Limbang im Bundesstaat Sarawak von Malaysia im Osten. Ein großer Teil des Mukim wird noch von Primärwald bedeckt.

## Verwaltungsgliederung
Der Mukim wird unterteilt in Dörfer (Kampong):
- Bintudoh
- Biong
- Bukit Bang Dalam
- Bukit Barun
- Bukit Sulang
- Kuala Abang
- Lamunin
- Layong
- Menengah
- Panchong

## Kampung Lamunin
Kampong Lamunin (postcode TG2343) ist das gleichnamige Dorf im Mukim. Es untersteht einem ketua kampung (Ortsvorsteher). Momentan ist dies Said bin Tinggal.
In Lamunin gibt es die Lamunin Primary School und die moslemische Lamunin Religious School.
Das Lamunin Health Centre bietet medizinische Versorgung für Einwohner aus Lamunin, Rambai, Ukong, Kiudang und Tanjong Maya.